# Reczyn
Reczyn (prononciation : [ˈrɛt͡ʂɨn]) est un village polonais de la gmina de Bodzanów dans le powiat de Płock de la voïvodie de Mazovie dans le centre-est de la Pologne.
Il se situe à environ 25 kilomètres à l'est de Płock (siège du powiat) et à 72 kilomètres au nord-ouest de Varsovie (capitale de la Pologne).
Le village compte approximativement une population de 300 habitants.

## Histoire
De 1975 à 1998, le village appartenait administrativement à la voïvodie de Płock.